# Phönix A
Il Phönix A fu un idrocaccia monomotore, monoposto e biplano, prodotto dall'azienda aeronautica austro-ungarica Phönix Flugzeugwerke AG negli anni dieci del XX secolo su licenza della tedesco imperiale Hansa-Brandenburg.
Il modello fu essenzialmente la versione di produzione in serie dell'originario Hansa-Brandenburg W.18, rimasto allo stadio di prototipo, rimotorizzato con propulsori di costruzione austro-ungarica.

## Storia del progetto
Nell'ambito del continuo sviluppo ed adeguamento dei mezzi aerei impiegati durante il primo conflitto mondiale, la Hansa-Brandenburg decise di avviare lo sviluppo di un nuovo modello di idrovolante destinato alle missioni di interdizione aerea per rimpiazzare in servizio il precedente Hansa-Brandenburg CC.
Il progetto ricalcava l'impostazione dei modelli di idrovolante già prodotti dall'azienda, che riproponeva quella tipica dei pari ruolo sviluppati nel periodo: scafo in legno con unico abitacolo biposto aperto, velatura biplana con piani alari rivestiti in tela trattata e verniciata e unico propulsore, in questo caso in configurazione spingente, posizionato centralmente su una struttura di tubi metallici posta tra le due ali.
Il prototipo, WerkNr. 2138, equipaggiato con un motore Benz Bz.III e identificato dall'azienda come W.18, venne completato quindi portato in volo per la prima volta all'inizio del 1917 in attesa di essere valutato da una commissione esaminatrice dalla Kaiserliche Marine. Nel frattempo, come con altri modelli dell'azienda, grazie all'iniziativa dell'imprenditore triestino Camillo Castiglioni, il responsabile austro-ungarico dell'azienda, venne contattato il personale tecnico responsabile dell'aviazione di marina dell'Impero austro-ungarico, riuscendo ad ottenere l'acquisto di una licenza di produzione, girata poi alla Phönix Flugzeugwerke AG che avviò l'aereo alla costruzione in serie tra il settembre 1917 ed il maggio 1918  identificandolo come Phönix A.

## Tecnica
Il Phönix A era un idrovolante dall'aspetto, per la sua epoca, convenzionale: presentava cellula monoposto con configurazione a scafo centrale abbinato ad una velatura biplana e motore collocato in configurazione spingente.
Lo scafo era realizzato in legno, dotato di un unico abitacolo aperto a disposizione del pilota.
La configurazione alare era biplana, con piani alari dalla simile apertura, di cui l'inferiore caratterizzato da un modesto angolo di freccia, collegati tra loro da una doppia coppia di montanti, una per lato, e velatura complessivamente irrigidita da tiranti in cavetto d'acciaio. All'intradosso dell'ala inferiore, in corrispondenza del collegamento ai montanti interalari, erano collocati i due galleggianti equilibratori.
La propulsione si basava su un motore 6 cilindri in linea raffreddato a liquido: secondo le diverse fonti si trattava di un Austro-Daimler da 180 CV (135 kW) o di un Hiero 6 da 200 hp, collocato in un'incastellatura centrale tra lo scafo e il piano alare superiore, in configurazione spingente, accoppiato ad un'elica bipala in legno a passo fisso.
L'armamento era costituito da una coppia di mitragliatrici M.07/12 Schwarzlose calibro 8 mm posizionate in caccia, centralmente davanti all'abitacolo.

## Impiego operativo
Il Phönix A fu introdotto nei reparti aerei della k.u.k. Kriegsmarine nel corso del 1917, operando dai reparti schierati sulle stazioni navali della costa orientale del Mare Adriatico, da Trieste alla Dalmazia.

## Utilizzatori
Austria-Ungheria
- k.u.k. Kriegsmarine